# Strongylosoma modiglianii
Strongylosoma modiglianii är en mångfotingart som beskrevs av Filippo Silvestri 1895. Strongylosoma modiglianii ingår i släktet Strongylosoma och familjen orangeridubbelfotingar. Inga underarter finns listade i Catalogue of Life.